# Sokołowska Góra
Sokołowska Góra – boczny grzbiet na północnej stronie Pasma Jaworzyny w Beskidzie Sądeckim. Opada on od głównego grzbietu tego pasma pomiędzy Halą Pisaną a Halą Barnowską. Ma wierzchołek o wysokości 1025 m (mapy turystyczne podają 1028 m). Zachodnie stoki Sokołowskiej Góry opadają do doliny Złotniańskiego Potoku, wschodnie do potoku Czaczowiec. W środkowej części dolin tych potoków położone  są niewielkie miejscowości Złotne i Barnowiec. Sokołowska Góra wznosi się od południa, ponad zabudowaniami i polami uprawnymi tych miejscowości.
Jest całkowicie zalesiona. Na jej wschodnich stokach, w dolinie potoku Czaczowiec utworzono leśny rezerwat przyrody Barnowiec w którym dominuje buczyna karpacka, a wiek drzew dochodzi do 300 lat. Na stokach Sokołowskiej Góry odkryto 7 jaskiń. Jedna z nich to Jaskinia Złotniańska na stokach zachodnich, w dolinie Złotniańskiego Potoku. Grzbietem Sokołowskiej Góry prowadzi żółty szlak turystyczny.

## Szlak turystyczny
– żółty z Frycowej przez Szcząb, Wielki Groń i Sokołowską Górę na Halę Pisaną